# 1941-es magyar tekebajnokság
Az 1941-es magyar tekebajnokság a negyedik magyar bajnokság volt. A férfiak bajnokságát május 24. és 25. között rendezték meg Budapesten (a nők időpontja nem ismert).

## Eredmények
| Versenyszám  | Arany                                       | Arany | Ezüst                            | Ezüst | Bronz                             | Bronz |
| ------------ | ------------------------------------------- | ----- | -------------------------------- | ----- | --------------------------------- | ----- |
| Férfi egyéni | Onozó István BSzKRt SE                      | 852   | Bujdosó Mihály Ceglédi MOVE      | 851   | Szabó József Bankliga             | 838   |
| Női egyéni   | Taub Jenőné Köztisztviselők Szövetkezete SE | 519   | Boskovits Klára Corvin Áruház SE | 510   | Burghardt Aranka Corvin Áruház SE | 492   |